# Alberto Álvarez
Alberto Álvarez Muñoz (né le 8 mars 1991 au Quintana Roo) est un athlète mexicain, spécialiste du saut en longueur et du triple saut.

## Biographie
il fait partie du club des Tigres de la Universidad Autónoma de Nuevo León.
Il remporte deux médailles, une d'or et une d'argent, en battant ses records personnels lors des Championnats d'Amérique centrale et des Caraïbes de 2013. Son record au triple saut est de 16,63 m, obtenu à Monterrey en 2014. Il porte son record a 16,99 m, avec un vent juste inférieur à la limite autorisée à Norwalk le 16 avril 2016.
Il se classe 9e de la finale des Jeux olympiques de Rio avec 16,56 m.

## Palmarès
| Date | Compétition                        | Lieu           | Résultat | Épreuve     | Marque  |
| ---- | ---------------------------------- | -------------- | -------- | ----------- | ------- |
| 2011 | Jeux panaméricains                 | Guadalajara    | 7e       | Triple saut | 16,20 m |
| 2013 | Champ. d'Am. cent. et des Caraïbes | Morelia        | 1er      | Longueur    | 7,85 m  |
| 2013 | Champ. d'Am. cent. et des Caraïbes | Morelia        | 2e       | Triple saut | 16,39 m |
| 2014 | Championnats ibéro-américains      | São Paulo      | 3e       | Triple saut | 16,31 m |
| 2015 | Universiade                        | Gwangju        | 6e       | Triple saut | 16,22 m |
| 2016 | Jeux olympiques                    | Rio de Janeiro | 9e       | Triple saut | 16,56 m |
| 2017 | Universiade                        | Taipei         | 4e       | Triple saut | 16,71 m |
| 2018 | Championnats NACAC                 | Toronto        | 6e       | Triple saut | 15,76 m |

## Records
| Épreuve          | Performance  | Lieu    | Date           |
| ---------------- | ------------ | ------- | -------------- |
| Saut en longueur | 7,85 m       | Morelia | 5 juillet 2013 |
| Triple saut      | 16,99 m (NR) | Norwalk | 16 avril 2016  |